# Amblyscartidia duodecimpunctata
Amblyscartidia duodecimpunctata är en insektsart som beskrevs av Ernst Friedrich Germar 1821. Amblyscartidia duodecimpunctata ingår i släktet Amblyscartidia och familjen dvärgstritar. Inga underarter finns listade i Catalogue of Life.